# Parevander xanthomelas
Parevander xanthomelas là một loài bọ cánh cứng trong họ Cerambycidae.